# NGC 3017
NGC 3017 (również PGC 28220) – galaktyka eliptyczna (E), znajdująca się w gwiazdozbiorze Sekstantu. Odkrył ją w roku 1886 Ormond Stone.